# Condocerus paludosus
Condocerus paludosus är en nattsländeart som beskrevs av Arturs Neboiss 1977. Condocerus paludosus ingår i släktet Condocerus och familjen långhornssländor. Inga underarter finns listade i Catalogue of Life.

## Bildgalleri

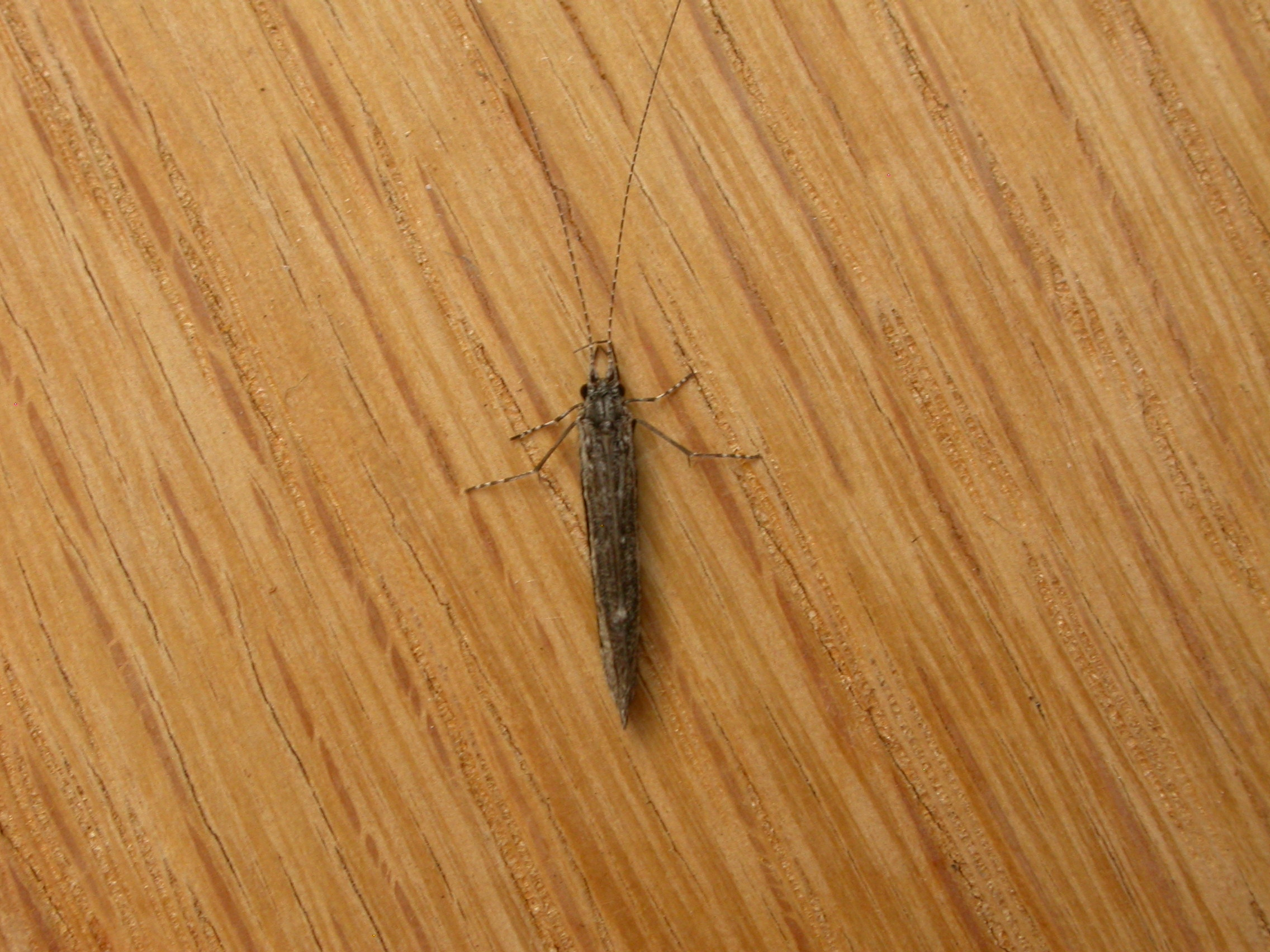
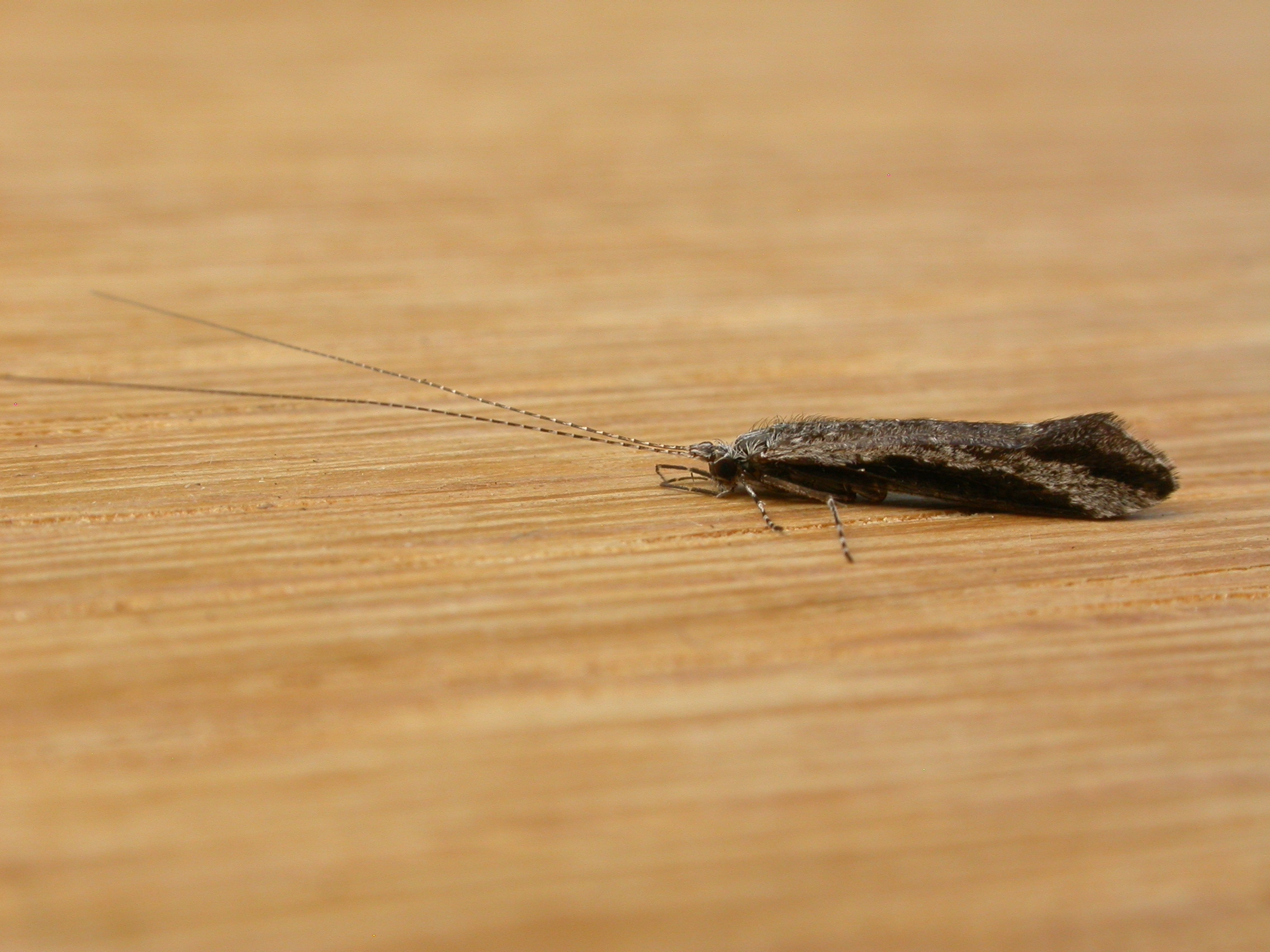